# Principato di Hakkâri
Il principato di Hakkâri o emirato di Hakkâri (in curdo Hekarî‎) era un principato curdo incentrato sulla città di Hakkâri, ad ovest del lago di Urmia al confine con l'Iran; esso governò un'ampia varietà di popoli.
Al culmine del suo potere, l'emirato controllava varie parti delle odierne province turche di Hakkari e Van, insieme ad alcune aree nel nord dell'Iraq. La popolazione era eterogenea, con tribù curde pastorali, cristiani assiri nestoriani che erano vassalli delle tribù curde e agricoltori armeni stanziali. L'emirato non aveva controllo o giurisdizione sulle tribù assire indipendenti di Tyari, Baz, Jilu, Tkhouma e Diz che erano conosciute come ashiret, o uomini liberi.
L'emirato durò dal XIV secolo fino al 1845, quando le controversie interne lo portarono a passare brevemente sotto la protezione dell'ultimo emirato curdo di Bohtan, guidato da Bedir Khan Beg. Alla fine entrambi furono assorbiti nell'Impero ottomano in seguito alle riforme Tanzimat che riorganizzarono e centralizzarono lo stato.

## Storia
Già stabilito nel 1380, il fondatore dell'emirato fu Izz al-din Shir, un nobile curdo, presumibilmente discendente, secondo alcuni autori armeni, dalla dinastia armena degli Artsruni. Shir regnò fino al 1423, avendo mantenuto il suo governo cambiando variamente la sua fedeltà tra i Timuridi e i Kara Koyunlu. Molti dei suoi figli e nipoti furono successivamente catturati o giustiziati dal sultano Kara Koyunlu, Kara Iskander.
L'emirato fu ristabilito da un discendente di Shir chiamato Asad al-din Zarin Cang. Convocato dai cristiani della regione dalla sua residenza in Egitto, Zarin Cang e i suoi seguaci presero d'assalto e catturarono le sue terre ancestrali. Poiché questo assalto avvenne il giorno di sabato ("Shambo" nella lingua locale), la famiglia regnante fu ribattezzata dinastia Shambo. Il figlio di Zarin Cang, Izz al-din Shir II entrò in seguito in conflitto con gli Ak Koyunlu e fu ucciso nel 1491 per ordine del suo sovrano, Sultan Yaqub.
La fedeltà dei governanti di Hakkâri oscillò tra i diversi signori negli anni successivi. Trovandosi al confine tra due potenti imperi in guerra, gli ottomani e i safavidi, gli emiri furono in grado di giocare gli interessi di una grande potenza contro un'altra cambiando semplicemente schieramento, a cominciare dal figlio di Izz al-din Shir II, Zahid Beg. Il periodo successivo fu turbolento, con molti conflitti interfamiliari nella famiglia regnante. Vari membri si schierarono con diversi imperi e furono lanciate diverse ribellioni dai principi Shambo contro i loro padri. Nell'arco di un secolo furono incoronati tredici diversi emiri. Dopo le guerre ottomano-safavidi, Hakkari non ebbe più la capacità di manovrare i loro signori ottomani a proprio vantaggio e iniziarono a perdere potere e status.

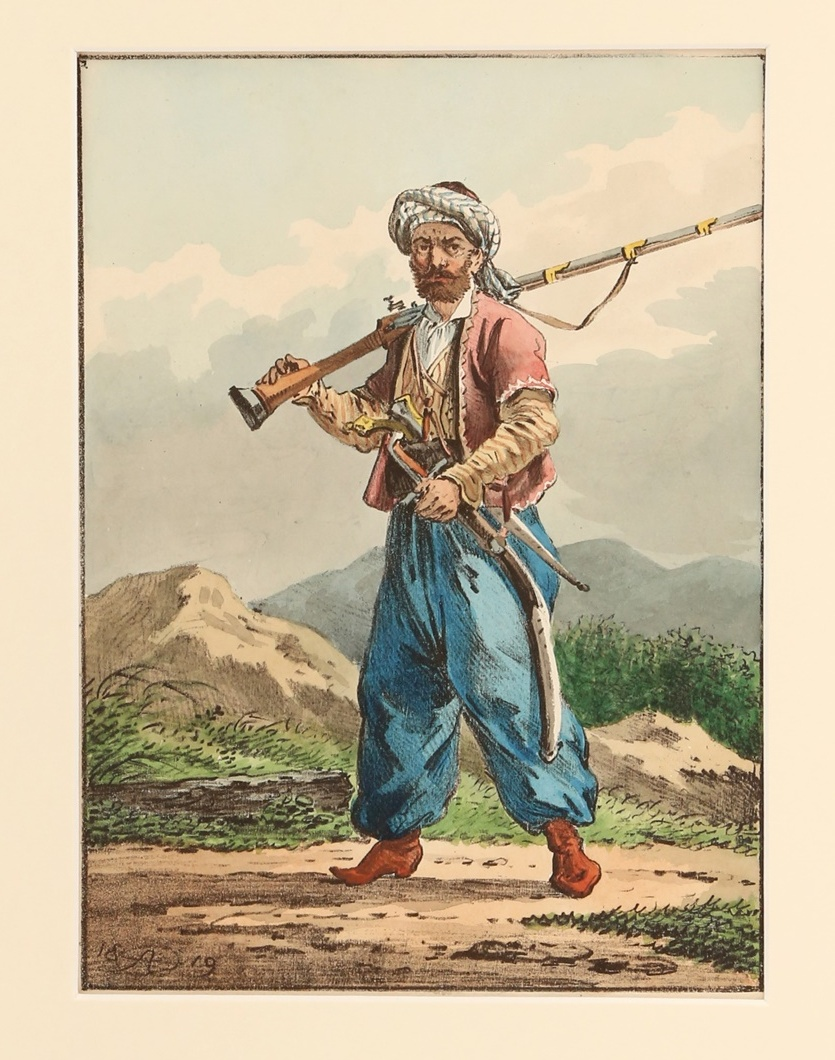
Un ritratto di un combattente curdo della regione di Hakkâri. Aleksander Orłowski, San Pietroburgo, Russia, 1819 circa.

Negli anni '20 del 1800 il principato di Hakkâri fu consumato da un conflitto tra Nur Allah Beg e Suleiman Beg. Le tribù assire si schierarono, con il patriarca Mar Shinum che diede il suo sostegno a Suleiman Beg. L'influenza dei missionari occidentali e dei loro governi associati bilanciò l'equilibrio religioso tra le tribù cristiane e musulmane in un momento in cui lo stato ottomano fu indebolito dalle guerre con la Russia nel 1828-1829 e con il sovrano egiziano Muhammed Ali nel 1831.
L'emiro Nur Allah Beg di Hakkâri e Muhammed Bedir Khan massacrarono gli assiri nestoriani nelle loro terre nel 1843 in seguito all'incitamento delle autorità ottomane, che li associarono alla crescente influenza dei missionari occidentali e della Gran Bretagna e della Russia. Successivamente, gli ottomani tentarono di esercitare la loro autorità sugli staterelli curdi, provocando uno scontro tra l'esercito ottomano e la coalizione curda di Bedir Khan nel 1847. Le tribù curde furono sconfitte e Bedir Khan fu mandato in esilio.